# Хорн, Роберт (ватерполист)
Роберт (Боб) Мартин Хорн (англ. Robert "Bob" Martin Horn; 1 ноября 1931, Миннеаполис, Миннесота — 11 января 2019) — американский ватерполист, выступавший за национальную сборную США по водному поло в 1950-х годах. Серебряный призёр Панамериканских игр, участник двух летних Олимпийских игр. Тренер по водному поло и плаванию.

## Биография
Роберт Хорн родился 1 ноября 1931 года в Миннеаполисе, США.
Увлёкся водными видами спорта во время учёбы в Фуллертонском колледже, затем перешёл в Калифорнийский университет в Лонг-Бич, где стал членом местной ватерпольной команды и неоднократно принимал участие в различных студенческих соревнованиях. Позже на клубном уровне представлял команды Lynwood Swim Club, Southern California Water Polo Club и US Navy Aviation Station. Дважды принимал участие в чемпионатах США среди любителей, в первой половине 1950-х годов имел статус всеамериканского спортсмена.
Первого серьёзного успеха на взрослом международном уровне добился в сезоне 1955 года, когда вошёл в основной состав американской национальной сборной и побывал на Панамериканских играх в Мехико, откуда привёз награду серебряного достоинства — американцы уступили здесь только сборной Аргентины.
Благодаря череде удачных выступлений удостоился права защищать честь страны на летних Олимпийских играх 1956 года в Мельбурне. Занял здесь со своей командой итоговое пятое место, в качестве вратаря принял участие в пяти матчах.
Спустя четыре года прошёл отбор на Олимпийские игры в Риме — на сей раз расположился в итоговом протоколе на седьмой позиции, здесь вновь исполнял роль вратаря и сыграл в четырёх матчах.
Впоследствии проявил себя на тренерском поприще, занимался подготовкой команды в своей альма-матер Калифорнийском университете в Лонг-Бич, а с 1965 года в течение 28 лет был тренером по плаванию и водному поло в Калифорнийском университете в Лос-Анджелесе. За это время трижды приводил местных ватерполистов к победе в чемпионате Национальной ассоциации студенческого спорта, при этом четырежды они были вторыми и семь раз третьими. В общей сложности 36 его воспитанников получили статус всеамериканских спортсменов, из них восемь человек стали олимпийцами. Хорн в качестве помощника главного тренера привлекался и в национальную сборную США, в частности работал с командой на Панамериканских играх 1967 года в Виннипеге и на Олимпийских играх 1968 года в Мехико.
За выдающиеся достижения в 1977 году был введён в Зал славы водного поло Соединённых Штатов.
Умер в результате продолжительной болезни 11 января 2019 года в возрасте 87 лет.